# Mariam Mamadashvili
Mariam Mamadashvili (in georgiano: მარიამ მამადაშვილი; Tbilisi, 16 novembre 2005) è una cantante georgiana, vincitrice del Junior Eurovision Song Contest 2016 a La Valletta con la sua canzone Mzeo.

## Biografia
Ha iniziato a cantare a 4 anni di età. Ha studiato allo Bzikebistudio in Georgia e alla Evgeni Mikeladze State Central Music School. Nel 2015 si è trasferita negli Stati Uniti, dove ha studiato al Tomlinson Middle School e alla Broadway Method Academy. Successivamente vive a Fairfield, Connecticut.

## Discografia

### Singoli
- 2016 - Mzeo
- 2017 - Butterfly
- 2017 - Circles
- 2022 - This Is Our Day